# 夏朗德河畔新堡
夏朗德河畔新堡（法語：Châteauneuf-sur-Charente，法語發音：[ʃatonœf syʁ ʃaʁɑ̃t]）是法国夏朗德省的一个市镇，属于干邑区。

## 地理
夏朗德河畔新堡（45°35'55"N, 0°3'13"W）面积24.02 平方千米，位于法国新阿基坦大区夏朗德省，该省份为法国西部内陆省份，北起德塞夫勒省和维埃纳省，东临上维埃纳省，东南至多尔多涅省，南至多爾多涅省，西接滨海夏朗德省。
与夏朗德河畔新堡接壤的市镇（或旧市镇、城区）包括：昂雅克夏朗德、比拉克、布特维尔、鲁莱-圣埃斯泰夫、莫纳克-圣西默、贝勒维涅。
夏朗德河畔新堡的时区为UTC+01:00、UTC+02:00（夏令时）。

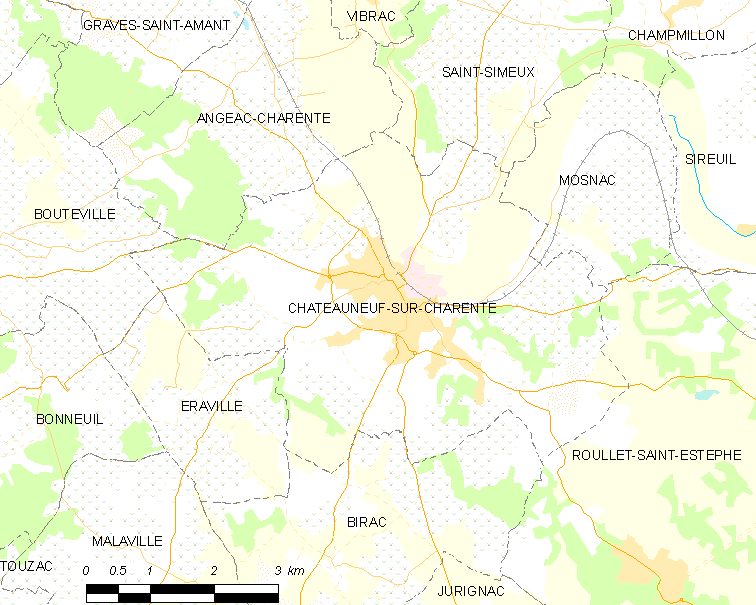
夏朗德河畔新堡的OSM定位图

## 行政
夏朗德河畔新堡的邮政编码为16120，INSEE市镇编码为16090。

## 政治
夏朗德河畔新堡所属的省级选区为夏朗德-香槟县。

## 交通
夏朗德河畔新堡站是该市的一个铁路车站。

## 人口

1962-2008年间夏朗德河畔新堡人口变化图示

夏朗德河畔新堡于2022年1月1日时的人口数量为3562人。